# BlueTrack
BlueTrack（ブルートラック）とはマウスのトラッキング技術の一つである。マイクロソフトによって発表された。

## 概説
BlueTrackはマウスのセンサーの光源として青色LEDを使用する技術のことである。従来の光学式マウスに利用されていた赤色LED光から青色LEDにすることにより、光の波長が短くなったことで高精度の画像を得ることが出来るようになった。さらにセンサーの適正化をすることにより光学式マウスと比べて正確さといろいろな素材の上で使用できる汎用性を実現し、従来はレーザーマウスしか利用できなかった「模様のない素材」や「大理石」などの上でも反応するようになった。また波長が短くなったとはいえ反射光を利用したマウスであるためリフトオフ・ディスタンスは従来の光学式マウスとさほど変わらず、同じく高精度といわれているレーザーマウスと比べるとリフトオフ・ディスタンスの距離が小さい。
これらの点から一般的に光学式マウスとレーザーマウスの良いところを合わせた技術といわれているが、実際にはレーザーマウスで反応してもBlueTrackで反応しない場所やその逆の例があるため一概にそうとは言い切れない。
発売当初はマイクロソフトのみにしか搭載されていなかったが、現在では多くのサプライメーカーによって販売されている。ただし「BlueTrack Technology」はマイクロソフトの登録商標であるため、「BlueLED」など他の名称が使われている。

## 従来のマウスとの相違点
ブルートラックは従来のマウスと比べて様々な利点がある。またその反面、欠点も多少存在する。
利点：
- 様々な素材上で使用できる。
- ほこり等には反応しない。

欠点：
- ラインナップが少ない。
- 2019年現在では他の技術が用いられている製品より多少値段が高い傾向にある。

## 引用・脚注
1. ↑  “マイクロソフトのBlueTrack搭載マウスを試す”. PC Watch. (2008年10月31日) 2012年5月31日閲覧。
2. ↑  “BLUETRACK TECHNOLOGY - Reviews & Brand Information”.   Trademakia. 2012年5月31日閲覧。